# Armor Attack
Armor Attack est un shoot them up sorti en 1980 sur borne d'arcade. Le jeu a été développé et édité par Cinematronics. Il a ensuite été porté sur Vectrex en 1982.

## Accueil
David H. Ahl de Creative Computing Video & Arcade Games a loué le réalisme de l'hélicoptère ennemi dans la version Vectrex.